# Wu Xian Hui
Wu Xian Hui, Wu Xiangi ou Wu Xian-hui (em chinês:  五乾卉), foi um mercador chinês de chá e um expert em artes marciais, precipuamente do estilo da Garça Branca de Wu shu, que promoveu o ensino de suas técnicas a renomados mestres de caratê, quando passou por Oquinaua no início do século XX. As técnicas propagadas por ele foram incorporadas em muitas escolas de caratê, como os kata Hakutsuru, Hakucho, Haffa e Papuren, os quais fazem directa referência ao estilo original de wu shu.